# Giovanni II Orsini
Giovanni II Orsini, död 1335, var en frankisk monark. Han var despot av despotatet Epirus 1323–1335.